# Азалия
Аза́лия — собирательное название некоторых красивоцветущих видов и культурных гибридов из рода Рододендрон (Rhododendron). Выделявшаяся ранее в качестве самостоятельного ботанического рода  Азалия (Azalea) по современной классификации полностью включена в род Рододендрон (Rhododendron).

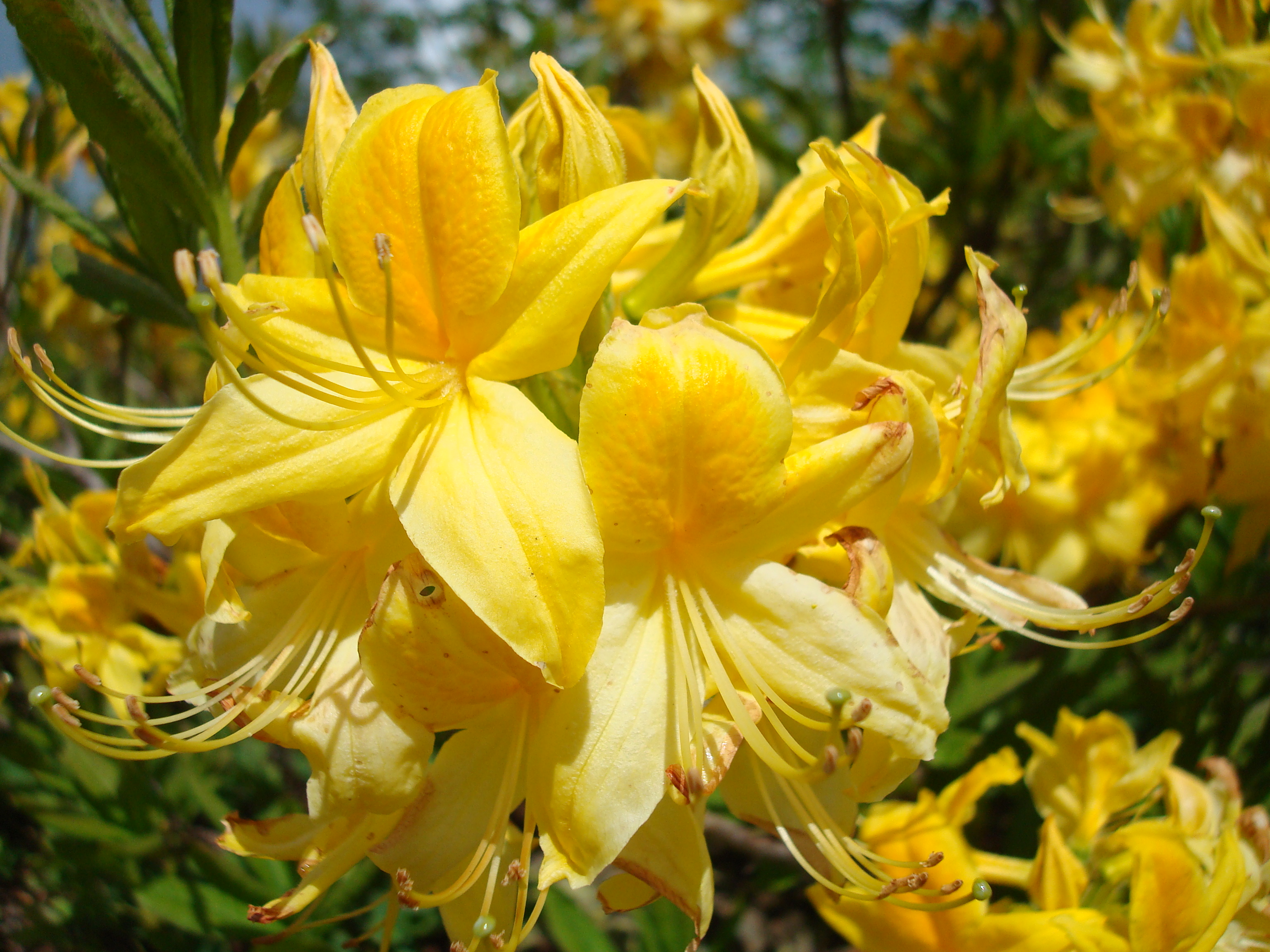
Цветущий рододендрон на склонах горы Ачишхо, Сочи

В садовой классификации азалии продолжают отделять от других рододендронов. Цветки азалий имеют пять тычинок, в то время как рододендроны имеют 10 или более. Исключением являются Rhododendron canadense и Rhododendron vaseyi, которые имеют от 7 до 10 тычинок.
Все азалии делят на две группы:
- Листопадные (англ. Deciduous Azaleas) — виды и сорта, сбрасывающие листья осенью. Некоторые представители: 'Frank Abbott', 'Gibraltar', 'Golden Lights', 'Jane Abbott', 'King’s Red', 'Lollipop', 'Weston’s Innocence', 'Weston’s Lemon Drop'.
- Вечнозелёные (англ. Evergreen Azaleas) — вечнозелёные виды и сорта (сохраняют все или большую часть листьев круглый год). Некоторые представители: 'Hershey’s Bright Red', Rhododendron yedoense var. poukhanense[4][5].

## Сорта
В качестве цветущих горшочных растений широко распространены сорта на основе двух видов (чаще — на основе первого):
- Rhododendron simsii — Рододендрон Симса, или Азалия Симса, или Индийская азалия;
- Rhododendron obtusum — Рододендрон тупой, или Японская азалия.

Оба вида — карликовые кустарники высотой 30—50 см.
Некоторые известные сорта: Rhododendron simsii 'Stella Maris', Rhododendron simsii 'Ambrosus', Rhododendron simsii 'Obtusum Rex', Rhododendron 'Adonia', Rhododendron 'Aline', Rhododendron 'Ambrosiana', Rhododendron 'Arduwi', Rhododendron 'Arduza', Rhododendron 'Arosa', Rhododendron 'Arro', Rhododendron 'Arwi', Rhododendron 'Arza', Rhododendron 'Avenir', Rhododendron 'Bertina', Rhododendron 'Charly'.

## Опасность для домашних животных
По меньшей мере некоторые виды азалии содержат андромедотоксин. Попадание этого соединения в организм кошки может привести к брадикардии, гипотензии, гиповентиляционному синдрому и рвоте. Большие дозы могут вызывать сердечную аритмию и гипертонию.

## В культуре

### Почва
Азалия — одно из немногих комнатных растений, которым требуется кислая почва (pH 4—4,5). Лучше всего ей подходит вересковая земля, но можно заменить её смесью из хвойной и торфяной земли (2:1) с добавлением небольшого количества речного песка.
Хорошо растёт в гидропонике.
Подкармливают растение каждые две недели минеральными удобрениями, не содержащими хлора, в период бутонизации рекомендуется суперфосфат (15 г на 10 л воды).

### Цветение
Очень важно своевременно обрезать и прищипывать стебли. Обрезать начинают с мая. Удаляют все слабые и, наоборот, сильно разросшиеся побеги, особенно те, которые обращены внутрь комнаты. Помните: чем пышнее куст, тем слабее цветение. Молодые побеги прищипывают, оставляя на них по 4—5 листочков. При появлении небольших молодых побегов около цветочных почек их обязательно выщипывают.
В отличие от многих других растений азалию во время цветения можно поворачивать и переносить. Но после того, как растение закончило цвести, его необходимо вернуть на прежнее место в то положение, в каком оно находилось во время бутонизации.
Молодые растения по окончании цветения пересаживают ежегодно, более взрослые — через 2—3 года. Так как корневая система у азалии поверхностная, в качестве посуды используют только плоские горшки.
Опрыскивать растение нужно ежедневно, но только листья, не попадая на цветки. Так как азалия предпочитает прохладные помещения, то в отопительный сезон рекомендуют подкладывать на поверхность земляного кома снег или лед, но не задевая ствол растения.

## Болезни и вредители

### Размножение
В домашних условиях размножают азалию стеблевыми полуодревесневшими черенками, хотя это трудно. Обычные сроки — с мая по август. Укоренение быстрее и лучше происходит в субстрате с кислой реакцией. Черенки необходимо накрывать стеклянной банкой или полиэтиленовой плёнкой, регулярно поливать и опрыскивать. Оптимальная температура для укоренения — 25 °C.

## В астрономии
В честь азалии назван астероид (1056) Азалия, открытый в 1924 году немецким астрономом Карлом Райнмутом в Гейдельбергской обсерватории